# Special Olympics Brasilien
Special Olympics Brasilien ist der brasilianische Verband von Special Olympics International. Sein Ziel ist die Förderung von Sport für Menschen mit geistiger Beeinträchtigung und die Sensibilisierung der Gesellschaft für diese Mitmenschen. Außerdem betreut er die brasilianischen Athletinnen und Athleten bei den Special-Olympics-Wettkämpfen.

## Geschichte
Special Olympics Brasilien wurde 1990 mit Sitz in São Paulo gegründet.

## Aktivitäten
2012 waren 44 082 Athletinnen, Athleten und Unified Partner sowie 2 000 Trainer bei Special Olympics Brasilien registriert. Der Verband nahm 2013 an den Programmen Athlete Leadership, Healthy Athletes, Young Athletes und Unified teil, die von Special Olympics International ins Leben gerufen worden waren.

### Sportarten
Folgende Sportarten wurden 2013 vom Verband angeboten:
- Basketball (Special Olympics)
- Boccia (Special Olympics)
- Eiskunstlauf (Special Olympics)
- Floor Hockey (Special Olympics)
- Fußball (Special Olympics)
- Judo
- Leichtathletik (Special Olympics)
- Radsport (Special Olympics)
- Rhythmische Sportgymnastik (Special Olympics)
- Schneeschuhlaufen (Special Olympics)
- Segeln (Special Olympics)
- Shorttrack (Special Olympics)
- Schwimmen (Special Olympics)
- Snowboard (Special Olympics)
- Tennis (Special Olympics)
- Tischtennis (Special Olympics)
- Turnen (Special Olympics)

### Teilnahme an Weltspielen vor 2020
- 2007 Special Olympics World Summer Games, Shanghai, China (88 Athletinnen und Athleten)[1]
- 2011 Special Olympics World Summer Games, Athen (87 Athletinnen und Athleten)
- 2013 Special Olympics World Winter Games, PyeongChang, Südkorea (7 Athletinnen und Athleten)
- 2015 Special Olympics World Summer Games, Los Angeles
- 2019 Special Olympics World Summer Games, Abu Dhabi (36 Athletinnen und Athleten)[2]

### Teilnahme an den Special Olympics World Summer Games 2023 in Berlin
Special Olympics Brasilien nahm an den Special Olympics World Summer Games 2023 teil. Die etwa 40 Delegationsmitglieder wurden vor den Spielen im Rahmen des Host-Town-Programms vom Rhein-Sieg-Kreis mit den Städten Siegburg und Lohmar betreut. Das Team gewann bei diesen Weltspielen sieben Gold-, sieben Silber- und neun Bronzemedaillen.

## Erfolgreiche Athletinnen und Athleten (Auswahl)
- Emanuelle Dutra Fernandes de Souza